# Hud
Hud es una película estadounidense de 1963, dirigida por Martin Ritt y protagonizada por Paul Newman, Melvyn Douglas, Patricia Neal y Brandon De Wilde en los papeles principales. 
La película es una adaptación por Harriet Frank Jr. e Irving Ravetch de la novela Horseman, Pass By de Larry McMurtry. 

## Argumento
Una familia de rancheros en Texas vive en conflicto. El padre, Homer (Melvyn Douglas) detesta a su hijo, Hud (Paul Newman) por su carácter pendenciero y arrogante. Trabaja en el rancho pero en las noches a divertirse al pueblo.
Un sobrino que vive con ellos, Lon (Brandon De Wilde) admira a Hud. También vive con ellos la ama de casa, Alma (Patricia Neal, que ganó el Óscar como mejor actriz por su actuación).
Una enfermedad del ganado puede transformarse en un desastre para todos, cuando el veterinario del condado avisa a Homer Bannon, padre de Hud, que todos los animales deben ser sacrificados. Los conflictos no tardan en estallar cuando por esta pérdida terrible quedan en la pobreza, lo que origina la muerte de Homer. Alma Brown y Lon dejan el pueblo y Hud se queda solo con la tierra.

## Reparto
- Paul Newman - Hud Bannon
- Melvyn Douglas - Homer Bannon
- Patricia Neal - Alma Brown
- Brandon De Wilde - Lon "Lonnie" Bannon
- Whit Bissell - Señor Burris
- Crahan Denton - Jesse
- John Ashley - Hermy
- Val Avery - José
- George Petrie - Joe Scanlon
- Curt Conway - Truman Peters
- Sheldon Allman - Señor Thompson
- Pitt Herbert - Señor Larker
- Yvette Vickers - Lily Peters
- Sharyn Hillyer - Myra
- Carl Low - Señor Kirby
- Robert Hinkle - Señor Franker, locutor del rodeo
- Don Kennedy - Charlie Tucker

## Premios
- Premio Oscar 1964: al mejor actor secundario (Melvyn Douglas)
- Premio Oscar 1964: a la mejor actriz principal (Patricia Neal)
- Premio Oscar 1964: a la mejor fotografía en blanco y negro (James Wong Howe)
- Premio NYFCC 1963: a la mejor actriz (Patricia Neal)
- Premio NYFCC 1963: al mejor guion (Irving Ravetch y Harriet Frank Jr.)
- Premio National Board of Review 1963: a la mejor actriz (Patricia Neal)
- Premio National Board of Review 1963: al mejor actor secundario (Melvyn Douglas)
- Premio Laurel de Oro 1964: mejor drama
- Premio Laurel de Oro 1964: mejor actuación dramática  femenina (Patricia Neal)
- Premio Laurel de Oro 1964: mejor actuación dramática masculina (Paul Newman)
- Premio Laurel de Oro 1964:  mejor actuación dramática secundaria (Melvyn Douglas
- Premio Writers Guild of America – cine 1964: al mejor guion – drama estadounidense (Irving Ravetch y Harriet Frank Jr.)
- Premio BAFTA – cine 1964: a la mejor actriz extranjera (Patricia Neal)
- Premio Festival de cine de Venecia 1963: a Martin Ritt (Premio OCIC)